# Yoon Park
Yoon Park (hangul: 윤박; hanja: 尹博) es un actor surcoreano.

## Biografía
Estudió en la Universidad Nacional de Artes de Corea.
Es amigo de los actores Seo Kang-joon, Park Hyung-sik y Choi Woo-shik.
El 5 de marzo de 2022, su agencia anunció que había dado positivo a COVID-19 después de que su prueba de PCR diera positiva, por lo que se encontraba tomando todas las medidas necesarias para el autoaislamiento y el tratamiento de acuerdo con las pautas de las autoridades sanitarias.
El 3 de mayo de 2023 el actor anunció que el 2 de septiembre se casaría en Seúl con la modelo Kim Soo-bin.

## Carrera
Desde 2021 es miembro de la agencia H& Entertainment. Fue miembro de la agencia JYP Entertainment y del 2019 a mayo de 2021 de la agencia "NPIO Entertainment". Previamente formó parte de la agencia "S.M. Entertainment" del 2009 al 2013.
Ha participado en sesiones fotográficas para "Nylon", "Sure", "InStyle", "The Star", "K Wave", entre otros. 
También participó en las campañas "Let's Share the Heart", las ganancias fueron donados a organizaciones benéficas y organizaciones sin fines de lucro, y en "I Love Pet".
En 2013 se unió al elenco recurrente de la serie Good Doctor donde dio vida a Woo Il-kyu, un médico de segundo año del departamento de cirugía pediátrica del hospital.
En 2014 se unió al elenco principal de la serie What Happens to My Family?, donde dio vida al médico Cha Kang-jae. Ese mismo año apareció en el drama Good Doctor donde interpretó al doctor Woo Il-kyu, un residente de segundo año en el departamento de cirugía pediátrica.
En 2016 se unió al elenco de la vigésimo sexta temporada del programa Law of the Jungle in New Caledonia donde participó junto a Kim Byung-man, Kim Young-kwang, Heo Kyung-hwan, Yuri, Cha Eunwoo y Hong Seok-cheon. Ese mismo año se unió al elenco de Please Come Back, Mister donde dio vida al subgerente Jung Ji-hoon, el exnovio de Shin Da-hye (Lee Min-jung) y padre biológico de Kim Han Na. Ese mismo año apareció como invitado en varios episodios de la serie Uncontrollably Fond, donde interpretó al actor Seo Yoon-hoo, el rival del actor Shin Joon-young (Kim Woo-bin).
También se unió al elenco de la serie Age of Youth donde interpretó a Park Jae-won, el chef de un restaurante italiano hasta el final de la serie en el 2017. Ese año se unió al drama web Magic School donde interpretará a Jay, un frío mago con una profunda tristeza. Ese mismo año se unió al elenco principal de la serie Introverted Boss, donde interpretó a Kang Woo-il.
En junio del 2018 se anunció que se había unido al elenco principal de la serie The Tuna and the Dolphin. En diciembre del mismo año se anunció que se había unido al elenco de la serie Legal High donde dará vida al encantador Kang Ki-suk, el mejor abogado de la firma "B&G Law Firm".
El 28 de septiembre del 2019 se unió al elenco principal de la serie Beautiful Love, Wonderful Life (también conocida como "Love is Beautiful, Life is Wonderful"), donde dio vida a Moon Tae-rang, un joven chef y el hijo adoptivo más grande de su familia, que se enfrenta a dificultades en su vida, hasta el final de la serie el 22 de marzo del 2020.
El 17 de octubre del 2020 se unió al elenco de la serie The Search, donde interpretó a Song Min-kyu, un oficial de élite que es el primero en ofrecerse como voluntario para ser el líder del grupo de búsqueda, sin embargo a menudo pone a su equipo en peligro, hasta el final de la serie el 15 de noviembre del mismo año.El 2 de noviembre del mismo año se unió al elenco principal de la serie Birthcare Center, donde dio vida a Kim Do-yoon, el joven y atractivo esposo de Oh Hyun-jin (Uhm Ji-won), hasta el final de la serie el 24 de noviembre del mismo año.
En julio de 2021 se unió al elenco de la serie You Are My Spring, donde interpreta a Chae-joon, el jefe de una empresa de inversiones que aparece de repente frente a Kang Da-jung, a quien parece entenderla perfectamente.En junio del mismo año se anunció que se había unido al elenco principal de la serie Las inclemencias del amor, que se estrenó el 12 de febrero de 2022. En ella interpreta el personaje de Han Ki-joon, un antiguo estudiante modelo que ahora trabaja en la Agencia Meteorológica de Corea.

## Filmografía

### Series de televisión
| Año     | Título                         | Personaje                         | Notas                      | Ref.                 |
| ------- | ------------------------------ | --------------------------------- | -------------------------- | -------------------- |
| 2012    | Read My Lips                   | Yoon Bak                          |                            |                      |
| 2012    | Dear You                       | Park Ho-ki                        |                            |                      |
| 2012    | Glass Mask                     | Kang Gun                          |                            |                      |
| 2012    | Do You Know Taekwondo?         | Seok-ho                           |                            |                      |
| 2013    | Adolescence Medley             | Lee Won-il                        |                            |                      |
| 2013    | Good Doctor                    | Dr. Woo Il-kyu                    |                            |                      |
| 2013    | A Little Love Never Hurts      | Kim Joon-sung                     |                            |                      |
| 2014    | What Happens to My Family?     | Dr. Cha Kang-jae                  |                            |                      |
| 2014    | Discovery of Love              | -                                 | Episodio 2                 |                      |
| 2014    | Reset                          | Kim In-seok                       | Episodio 1                 |                      |
| 2014    | Flirty Boy and Girl            | Joven                             |                            |                      |
| 2015    | Flower of Queen                | Park Jae-joon                     | 50 episodios               |                      |
| 2016    | Uncontrollably Fond            | Seo Yoon-hoo                      | Episodio 12                |                      |
| 2016    | Please Come Back, Mister       | Jung Ji-hoon                      |                            |                      |
| 2016-17 | Age of Youth                   | Park Jae-won                      |                            |                      |
| 2017    | Introverted Boss               | Kang Woo-il                       | 16 episodios               |                      |
| 2017    | The Package (serie)            | Hombre misterioso                 |                            |                      |
| 2017    | Magic School                   | Jay                               | Serie web                  |                      |
| 2018    | Radio Romance                  | Lee Kang                          | 16 episodios               |                      |
| 2018    | The Tuna and the Dolphin       | Han Woo                           |                            |                      |
| 2018    | Room No. 9                     | Chu Young-bae                     |                            |                      |
| 2019    | Legal High                     | Kang Ki-suk                       | 16 episodios               |                      |
| 2020    | Itaewon Class                  | Kim Sung-hyun                     | Episodio 3                 |                      |
| 2019-20 | Beautiful Love, Wonderful Life | Moon Tae-rang                     | 100 episodios              |                      |
| 2020    | Ssanggab Cart Bar              | -                                 | Aparición especial         |                      |
| 2020    | The Search                     | Song Min-kyu                      | 10 episodios               |                      |
| 2020    | Birthcare Center               | Kim Do-yoon                       | 8 episodios                |                      |
| 2021    | You Are My Spring              | Chae-joon                         |                            |                      |
| 2022    | Las inclemencias del amor      | Han Ki-joon                       | 16 episodios               | [ 33 ] [ 34 ]        |
| 2023    | Delightfully Deceitful         | Ko Yo-han                         |                            | [ 35 ] [ 36 ]        |
| 2024    | Urgencias existenciales        | Bin Dae-young                     | 16 episodios               | [ 37 ] [ 38 ]        |
| 2024    | Ella de día, otra de noche     | Fiscal de Seúl                    | Aparición especial, ep. 16 | [ 39 ]               |
| 2024    | Cinderella at 2 AM             | Seo Si-won                        | 10 episodios               | [ 40 ] [ 41 ] [ 42 ] |
| 2025    | For Eagle Brothers             | Oh Beom-soo                       | 50 episodios               | [ 43 ] [ 44 ]        |
| 2025    | La bruja                       | Hombre que discute con su hermano | Aparición especial, ep. 1  | [ 45 ] [ 46 ]        |
| 2025    | My Dearest Nemesis             | Cliente del bar de Seo Ha-jin     | Aparición especial, ep. 8  | [ 47 ] [ 48 ]        |

### Películas
| Año  | Título           | Personaje | Notas                                                             |
| ---- | ---------------- | --------- | ----------------------------------------------------------------- |
| 2013 | Tenderly Crunch  | Sang-yeop | Cortometraje - junto a Lee Chang-yeob y Choi Jae Min              |
| 2014 | Romance in Seoul | Sang-won  |                                                                   |
| 2018 | The Soup         | Jae-goo   | Junto a Shin Jung-geun, Ahn Nae-sang, Gi Ju-bong y Shin Cheol-jin |

### Programas de variedades
| Año        | Programa                                           | Función      | Notas                                          | Ref.          |
| ---------- | -------------------------------------------------- | ------------ | ---------------------------------------------- | ------------- |
| 2015       | House Cook Master Baek (Teacher Baek)              | Invitado     |                                                | [ 49 ]        |
| 2016       | Radio Star                                         | Invitado     | Ep. 433                                        |               |
| 2016       | Happy Together                                     | Invitado     | Ep. 465                                        |               |
| 2016       | Daddy and I (My Father and Me)                     | Miembro      |                                                | [ 50 ]        |
| 2016       | Law of the Jungle in New Caledonia                 | Miembro      | 5 episodios (220-224)                          | [ 51 ]        |
| 2017       | Battle Trip                                        | Participante | 2 episodios (54-55) - junto a Hong Seok-cheon  | [ 52 ]        |
| 2015, 2017 | Running Man                                        | Invitado     | 4 episodios (268, 271-272, 345)                |               |
| 2017       | Life Bar                                           | Invitado     | Ep. 29                                         |               |
| 2019       | Law of the Jungle in the Chatham Islands           | Miembro      | Ep. 358-360                                    | [ 53 ]        |
| 2019       | Nemo Travel: A Trip to Spain (네모여행: 스페인 편) | Miembro      | 12 episodios - junto a Shin Ye-eun y Kang Hoon | [ 54 ]        |
| 2020       | Don’t Be Jealous (부러우면 지는거다)               | Invitado     | Ep. 11                                         |               |
| 2020, 2021 | On & Off                                           | Miembro      | También invitado en el ep. 30                  | [ 55 ] [ 56 ] |

### Presentador
| Año  | Evento                                   | Notas                    |
| ---- | ---------------------------------------- | ------------------------ |
| 2020 | 2020 Mnet Asian Music Awards (2020 MAMA) | presentador de categoría |

### Teatro
| Año  | Obra                                       | Personaje | Notas |
| ---- | ------------------------------------------ | --------- | ----- |
| 2014 | Offending the Audience and Self-accusation | -         | -     |
| 2016 | Brothers Mangwon-Dong                      | -         | -     |

### Videos musicales
| Año  | Grupo/Artista                  | Canción                                  | Notas                                          |
| ---- | ------------------------------ | ---------------------------------------- | ---------------------------------------------- |
| 2009 | Jiggy Fellaz ft. Vasco & Marco | "Second Impression (First Impression 2)" | apareció en el video                           |
| 2010 | 10cm                           | "Tonight, I'm Afraid of the Dark"        | apareció en el video                           |
| 2014 | Sunmi                          | "Full Moon"                              | apareció en el video                           |
| 2014 | 2AM                            | "Over the Destiny"                       | apareció en el video - junto a Gong Seung-yeon |

### Anuncios
| Año  | Título                   | Notas           |
| ---- | ------------------------ | --------------- |
| 2015 | LG U+ Advertisement Clip | junto a Ryu Won |
| 2016 | COOL360                  | -               |
| 2016 | K2                       | -               |
| 2016 | Colchester               | -               |
| 2017 | BELLATRIX                | -               |

## Premios y nominaciones
| Año  | Premio               | Categoría                                 | Trabajo                        | Resultado | Ref.   |
| ---- | -------------------- | ----------------------------------------- | ------------------------------ | --------- | ------ |
| 2015 | MBC Drama Awards     | Best New Actor in Special Project Drama   | Flower of Queen                | Nominado  |        |
| 2018 | KBS Drama Awards     | Best Actor (One Act/Short Drama)          | The Tuna and the Dolphin       | Ganador   | [ 58 ] |
| 2019 | KBS Drama Awards     | Best Couple (junto a Jo Yoon-hee)         | Beautiful Love, Wonderful Life | Nominados |        |
| 2019 | KBS Drama Awards     | Excellence Award, Actor in a Serial Drama | Beautiful Love, Wonderful Life | Nominado  |        |
| 2020 | 7th APAN Star Awards | Excellence Award, Actor in a Serial Drama | Beautiful Love, Wonderful Life | Nominado  |        |